# Landschaftsschutzgebiet Magergrünland an Feldberg und Schaaken
Das Landschaftsschutzgebiet Magergrünland an Feldberg und Schaaken mit 22,52 ha Größe umfasst Gebiete westlich von Thülen im Stadtgebiet von Brilon. Das Gebiet wurde 2008 mit dem Landschaftsplan Briloner Hochfläche durch den Hochsauerlandkreis als Landschaftsschutzgebiet (LSG) ausgewiesen. Das LSG besteht aus zwei Teilflächen. Südlich des südlichen Teils grenzt das Naturschutzgebiet Schaaken an; östlich der Nordteils liegt das Naturschutzgebiet Feldberg. Sonst grenzt meist das Landschaftsschutzgebiet Offenland südöstlich Brilon an; nur nördlich der Nordfläche liegt das Landschaftsschutzgebiet Offenlandkomplex um Wülfte / Briloner Hochfläche.

## Beschreibung und Vorschriften
Im LSG liegen nur Grünlandflächen. Das Grünland wird gemäht und/oder beweidet.
Das Landschaftsschutzgebiet Magergrünland an Feldberg und Schaaken wurde als Landschaftsschutzgebiet vom Typ C, Wiesentäler und bedeutsames Extensivgrünland, ausgewiesen. In den Landschaftsschutzgebieten vom Typ C des Landschaftsplangebietes sind Erstaufforstungen und auch die Neuanlage von Weihnachtsbaumkulturen, Schmuckreisig- und Baumschulkulturen verboten. Ferner besteht ein Umwandlungsverbot von Grünland und Grünlandbrachen in Acker oder andere Nutzungsformen. Eine maximal zweijährige Ackernutzung innerhalb von zwölf Jahren ist erlaubt, falls damit die Erneuerung der Grasnarbe vorbereitet wird. Dies gilt als erweiterter Pflegeumbruch. Dabei muss ein Mindestabstand von 5 m vom Mittelwasserbett eingehalten werden. Für den Anbau von nachwachsenden Rohstoffen ist eine Befreiung vom Verbot des Grünlandumbruchs im Rahmen einer Einzelfallprüfung möglich.

## Schutzzweck
Die Ausweisung erfolgte zur Erhaltung, Ergänzung und Optimierung eines Grünlandbiotop-Verbundsystems, insbesondere mit den Naturschutzgebiets-Ausweisungen im Grünland. Dadurch sollen Tiere und Pflanzen Wanderungs- und Ausbreitungsmöglichkeiten behalten. Wie die anderen Landschaftsschutzgebiete vom Typ C dient auch diese Ausweisung als Pufferzone für angrenzende Naturschutzgebiete.